# Раев, Григорий Иванович
Награды Г. И. Раева в Пятигорском краеведческом музее
Григо́рий Ива́нович Ра́ев (1863—1957) — русский советский фотограф и фотоиздатель, мастер пейзажной фотографии, «фотолетописец Кавказа».

## Биография
Родился 17 (29) ноября 1863 года в Пятигорске, в семье отставного солдата. Его мать, Анна Васильевна, овдовев, вышла замуж за Александра Эдуардовича Гудсона, заменившего мальчику отца.
Окончив всего три класса пятигорской прогимназии, Раев в течение многих последующих лет повышал и совершенствовал собственные знания и жизненный опыт, до конца жизни оставаясь человеком высокой культуры и интеллекта. В 1878 году, в возрасте 14 лет, он начал обучаться у известного пятигорского фотографа и кавказоведа Александра Карловича Энгеля, позднее учился в единственной в то время фотошколе в Мюнхене. «Мой учитель из Вены» — так впоследствии говорил об Энгеле благодарный ученик. Раев сопровождал его в поездках по Кавказу и пристрастился к путешествиям, из которых всегда привозил интересные снимки. Позже ему довелось поработать в качестве помощника и у другого пятигорского фотографа, ветерана кавказской фотографии Иоганна Ланге.
В 1888 году Раев открыл в Пятигорске первое фотоателье и проработал там до 1895-го. Впоследствии это время в жизни и творчестве фотохудожника получило название «первого пятигорского периода». В 1895-м Раев с богатой женой перебрался в Кисловодск, арендовал там место и построил на нём павильон для своего фотоателье у гостиницы С. А. Бештау. «Кисловодский период» работы Раева длился с 1895 до 1911 года. В это время (примерно в 1900 году) мастер начал издавать свои первые открытки. К 1911 году он выпустил значительное количество открыток, изготовленных на различных предприятиях России и за границей. На открытках Г. И. Раева в это время помещались надписи типа «Фот. Раев, Кисловодск».
Осенью 1911 г. Раев получил письмо-приглашение от одной из берлинских фирм, в котором говорилось: «Имеем честь выслать Вам напечатанными книжки образцов своих открытых писем, специально исполненных по фотографиям, нам присланным». Внизу письма Г. И. Раев лично приписал следующий комментарий: «Моя фирма празднует в этом году 25-летний юбилей! Самая большая коллекция видов у меня, и масса изданий!».
В 1911 году Григорий Иванович был вынужден покинуть Кисловодск. В родном Пятигорске он взял в аренду помещение для своего фотоателье у отеля «Бристоль». На открытках художника в это время ставилась надпись «Фот. Раев, Пятигорск».
В 1913-м у Раева появился ещё и кисловодский филиал. «Пятигорско-кисловодский период» продолжался с 1913 до 1918 год. В это время на открытках Раева имелись надписи типа «Фотографии Г. И. Раева в Пятигорске и Кисловодске». В 1914 году Раев в объявлении сообщал читателям о продаже «коллекции из 200 открытых писем с видами Кавказа отличной работы, исполненных фототипией — цена 10 руб., в красках, фотохром и ручной раскраски за 200 штук — 20 руб. В отдельности черные — по 5 коп., в красках — по 8 и 10 копеек».
За период с 1900 по 1918 год мастер выпустил более 30 серий открыток с видами Кавказа и особенно Кавказских Минеральных Вод.
В 1920-е годы Раев эпизодически выступал в качестве одного из фотографов для массовых советских открыток с видами Кавказа. В декабре 1928-го он получил из Москвы письмо со следующей просьбой: «Госиздат просит вас срочно ответить, на каких условиях Вы могли бы передать нам заснятые Вами виды Кавказа для издания в открытых письмах. Если возможно, просим одновременно выслать нам отпечатки Ваших негативов…». В это время фотомастеру было уже 65 лет. Возраст и условия работы не позволяли ему заниматься изданием открыток в частном порядке.
Григорий Иванович Раев скончался 6 апреля 1957 года в Пятигорске, на 94-м году жизни.

## Наследие
Раев посвятил фотоискусству около 70 лет своей жизни, став известным «фотолетописцем Кавказа» и крупнейшим издателем видовых открыток этого края. Все съёмки Григорий Иванович проводил только сам. Об этом сообщает изданный им каталог: «Все виды выпущенных мною серий в продажу сняты лично мною с натуры…».
Григорий Иванович превосходно знал самые отдалённые уголки Кавказа, делал свои снимки и в глухих ущельях, и на вершинах исполинского Эльбруса. Раев также хорошо изучил Крым, посетил многие страны Европы и Азии, запечатлев в своих работах разнообразные памятники истории и культуры. Мастерство фотографии он прекрасно сочетал с неиссякаемым азартом путешественника и альпиниста. На выставке по альпинизму, устроенной во время XII съезда русских естествоиспытателей и врачей, были представлены значок и флаг Кавказского горного общества, одним из первых и активных членов которого Раев являлся, а также горное снаряжение и большая коллекция снимков, выполненных фотографом и принесённых в дар Обществу. По сей день в музее М. Ю. Лермонтова в Пятигорске хранится небольшая медная пластина с выгравированной на ней надписью, которая некогда украшала один из раевских фотоальбомов: «Дар К. Г. О. от Г. Раева».
Раеву принадлежат многие уникальные работы, связанные с памятью о М. Ю. Лермонтове. В 1881 году фотографу удалось снять для истории, как в Пятигорске отмечали сорокалетие со дня гибели поэта, а в 1889 году, поднявшись на Спасский собор, Раев оттуда запечатлел открытие первого в России памятника М. Ю. Лермонтову. Среди его фотографий — первые снимки Домика поэта и места его гибели у подножия горы Машук, а также некоторых других памятных мест, некогда воспетых автором «Героя» и «Демона». С момента основания и на протяжении многих лет судьба Григория Ивановича была тесно связана лермонтовским музеем в Пятигорске.
Снимки Раева давно стали историей, но для всех краеведов и любителей кавказской старины они предстают ещё и драгоценным источником, сочетающим в себе великолепное знание ремесла и тонкое художественное чутьё. Они навсегда остались примером высокого профессионального мастерства, заняв почётное место в фотолетописи Кавказа.

## Награды
- серебряная медаль Императорского русского технического общества (1888);
- медаль «За трудолюбие и искусство от министерства финансов» (1895);
- серебряная медаль Географического общества (1909; награждён за великолепную панораму Большого Кавказа).

Участвуя во многих отечественных и зарубежных выставках, Раев был удостоен четырёх золотых и девяти серебряных медалей, многих дипломов и знаков признания его мастерства, среди которых и французский орден Почётного легиона.